# Изота Ногарола
Изòта Ногарòла (на италиански: Isotta Nogarola) е ренесансова писателка и поетеса, хуманистка. По-голямата част от живота си прекарва в уединение, занимавайки се с наука.

## Произход
Изота се ражда в знатния веронски род Ногарола, чието богатство намалява с упадъка на рода Скалиджери и към което принадлежат и други жени писателки (Антония Ногарола в началото на 14 век и Анджела Ногарола през първите десетилетия на 15 век). 
Бащата на Изота е Леонардо Ногарола († 1425/1433) от Верона, а леля ѝ е Анджела Ногарола, също поетеса. Майката на Изота е Бианка Боромео († 1461) от Падуа, от известния род Боромео, сестра на хуманиста кардинал Боромео.  
Има девет братя и сестри, седем от които доживяват до зряла възраст: 
- Лудовико

- Антонио
- Леонардо
- Якопо
- Бароломеа, съпруга на Джакомо Лаваньола, известен политик
- Лаура, графиня, първа съпруга на венецианския дож Николо Троно, с която той се развежда[1]
- Самаритана
- Изабела
- Джиневра (* ок. 1419), съпруга на Бруноро Гамбара, господар на Пратоалбоино, и баба на ренесансовата поетеса Вероника Гамбара.[2]

## Биография

### Начални години и образование
След като остава вдовица, майка ѝ наема за дъщерите си преподаватели, което за времето си при възпитанието на момичетата е голяма рядкост, и те са обучавани наравно с братята си. През 1431 – 1435 г. заедно със сетсра си Анджела придобива солидна хуманистична култура под ръководството на Мартино Рицони от Верона, любимият ученик на Гуарино Гуарини. За девойките, по молба на майка им, магистърът Онибене да Лониго превежда речта De virtute et vitio на Свети Йоан Златоуст. Изота научава латински език и е в епистоларен контакт с писатели и политици, включително Гуарино Веронезе, Дамяно дел Борго, Ермолао Барбаро-старши и Лодовико Фоскарини.

Тя живее с майка си в къщата в квартал „Санта Чечилия“, собственост първо на брат ѝ Антонио, а след това на брат ѝ Лудовико. От малка води монашески живот и може би това девствено състояние е предпоставката да бъде приета като интелектуалка от мъжкия свят.
Повечето от оцелелите ѝ писма датират от 1434 – 1340 г. Преобладаващата тема в тях е защитата на женския пол, както може да се види особено в писмото ѝ до Дамиано дел Борго от 18 април 1539 или 1540 г., в което тя предлага някои велики жени от миналото като модели, като Корнелия или Сафо. но също и в това до Гуарино от 11 октомври 1536 г., където възхвалява Ластения и Аксиотея – жени, които са се преоблекли като мъже, за да могат да се доближат до Платон. В тази първа част на тези писма присъствието на светци и библейски позовавания са оскъдни, докато класическите са в изобилие: на първо място Цицерон, но също така Вергилий, Валерий Максим, Ювенал, Петроний. Първото писмо, датирано от 1434 г., написано до Ермолао Барбаро по молба на същия и съдържащо поздравления за избирането му за службата на апостолски протонотарий, проявява ясни литературни намерения и започва с цитат от „Сатирикон“ на Петроний.
През 1436 г. тя започва размяна на писма с Джакомо – син на дожа Франческо Фоскари. Джакомо през октомври, в допълнение към своите собствени писма, изпраща писма от двете сестри Ногарола до Гуарино. В отговора си на Фоскари Гуарино възхвалява ерудицията и елегантността на писмата на Джиневра и Изота. Изота, подтикната от общественото одобрение, решава да пише директно на известния хуманист, но първото ѝ писмо остава без отговор. Гуарино най-накрая отговаря на 10 април 1437 г., призовавайки двете сестри да продължат обучението си и да четат по-специално произведенията на Вергилий, Лактанций и Цицерон. 

### Живот във Венеция и завръщане във Верона
В периода 1438 – 1441 г. Изота живее заедно с майка си, братята си Антонио и Леонардо, и сестра си Бартоломеа и съпруга ѝ във Венеция, опитвайки се да избяга от чумната епидемия, както и от войната между Миланското херцогство и Венеция. През януари 1441 г. се завръща във Верона. Тя изоставя класическата литература и във Верона живее според идеален модел, съответстващ на нейното католическо вероизповедание, продължавайки да се рови в текстове на философи и теолози.
Около 1443 г. тя си кореспондира с Костанца Варано, която, научавайки за таланта ѝ, ѝ изпраща писмо и кармен на латински. Писмо от около 1448 г. до нея от венецианския учен Лауро Куирини ѝ предлага поредица от четения, чиито следи могат да бъдат намерени в следващите писания: не само различни аристотелови произведения, но и средновековни коментари (Боеций, Тома Аквински, Авероес), Цицерон, Тит Ливий. Около същия период е писмото до нея от Андреа Контрарио, в което той твърди, че познава Изота по репутация от колекция от писма, които е видял в Рим.
През 1450 г., заедно с други известни личности, Изота отива в Рим за юбилея и по този повод вероятно написва реч, която да бъде представена на папа Николай V.
Повечето от най-значимите ѝ писма са написани между 1451 и 1461: в тях Изота използва интензивното проучване, направено от нея през предходното десетилетие. От 1451 г. е диалогът ѝ за първородния грях; от 1453 г. възхвалата на Ермолао Барбаро и публична лекция за живота на Св. Геролам; речта срещу турците датира от 1459 г., докато утехата, написана за тома с възхвали, събрани от Антонио Марчело, датира от 1461 г.
С бъдещия подест на Бреша Лодовико Фоскарини Изота разглежда темата за по-голямата или по-малка отговорност на Адам и Ева за първородния грях – тема, която е предмет на размяна на писма, публикувана по-късно под формата на диалог под заглавието De pari aut impari Evae atque Adae peccato. Това е най-известното ѝ произведение, отпечатано едва през 1563 г. Предмет на диалога са мъжката и женската природа. И двамата герои заемат страната съответно на своя пол, а следователно и на Адам и Ева и по същество Изота се опитва да превърне крехкостта на Ева в сила. Тя представя Ева като слабо и невежо създание, оправдавайки поведението ѝ пред ласкателството на змията, докато Лодовико Фоскарини твърди, че жената е по-виновна. В диалога аргументите и опроверженията са подкрепени от прибягването до Аристотел, Библията, De genesi ad litteram на Свети Августин, Moralia in Job на Свети Григорий Велики, Sententiae на Пиетро Ломбардо и произведенията на Свети Тома Аквински. Преработена творба е публикувана през 1563 г. от Франческо Ногарола, който заменя името на Леонардо Ногарола с това на Лодовико Фоскарини в текста и въвежда трети събеседник: текстът, преработен по този начин, след това е преиздаден няколко пъти.
Приятелството ѝ с Фоскарини продължава до 1453 г., когато той става подест на Бреша. През същата година Изота изпитва сериозни семейни затруднения поради проблеми с наследството. През 1461 г. умира майка ѝ, докато брат ѝ Лудовико, за когото Изота се грижи, е все още непълнолетен.
Умира през 1466 г. във Верона на 48–годишна възраст и е погребана в църквата „Санта Чечилия“.

## Творби
- Isotae Nogarolae Veronensis opera quae supersunt omnia. Accedunt Angelae et Zeneverae Nogarolae epistolae et carmina, a cura di E. Abel, Vienna 1886